# Grohote

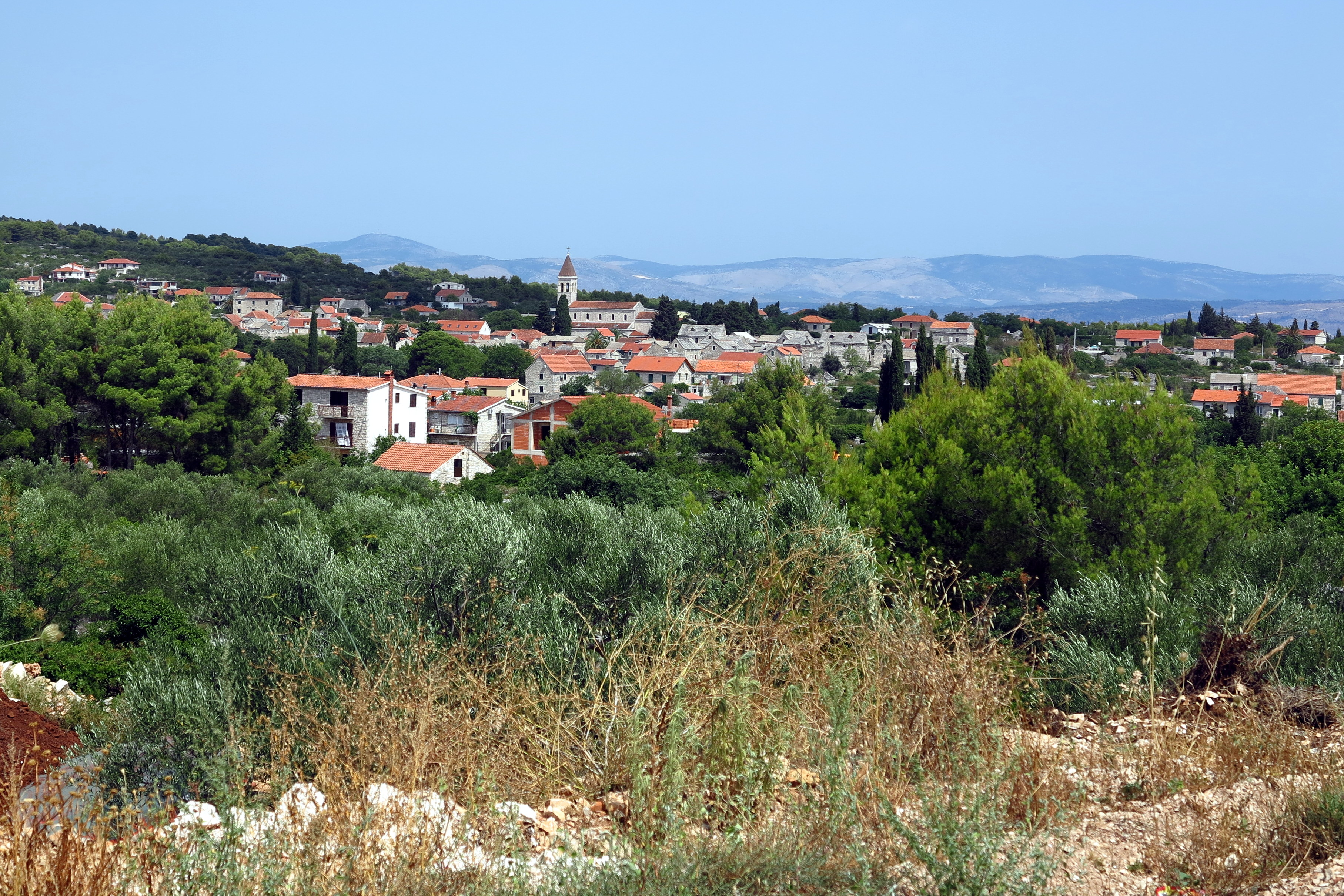
Grohote gegen Norden

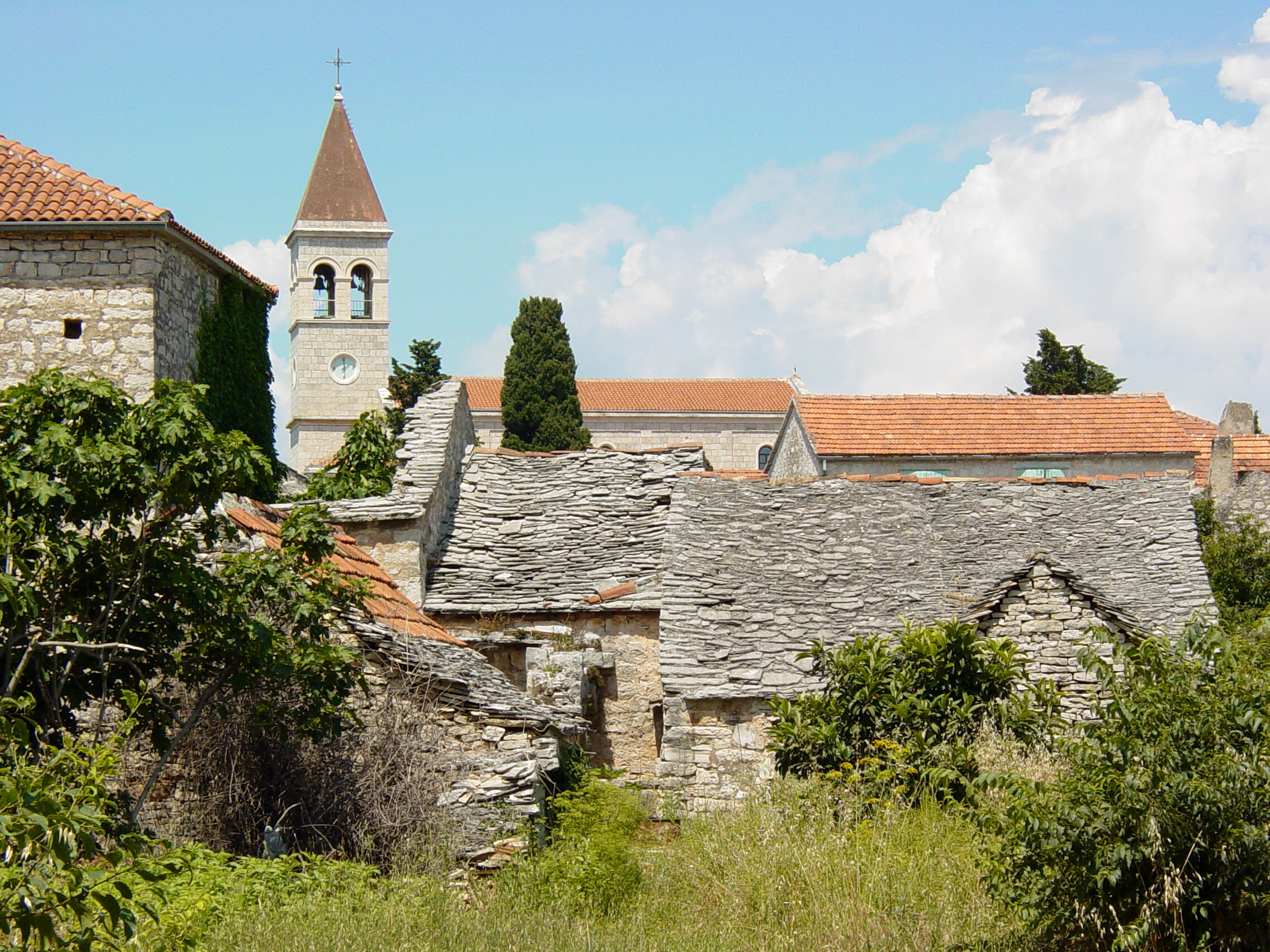
Blick auf Grohote

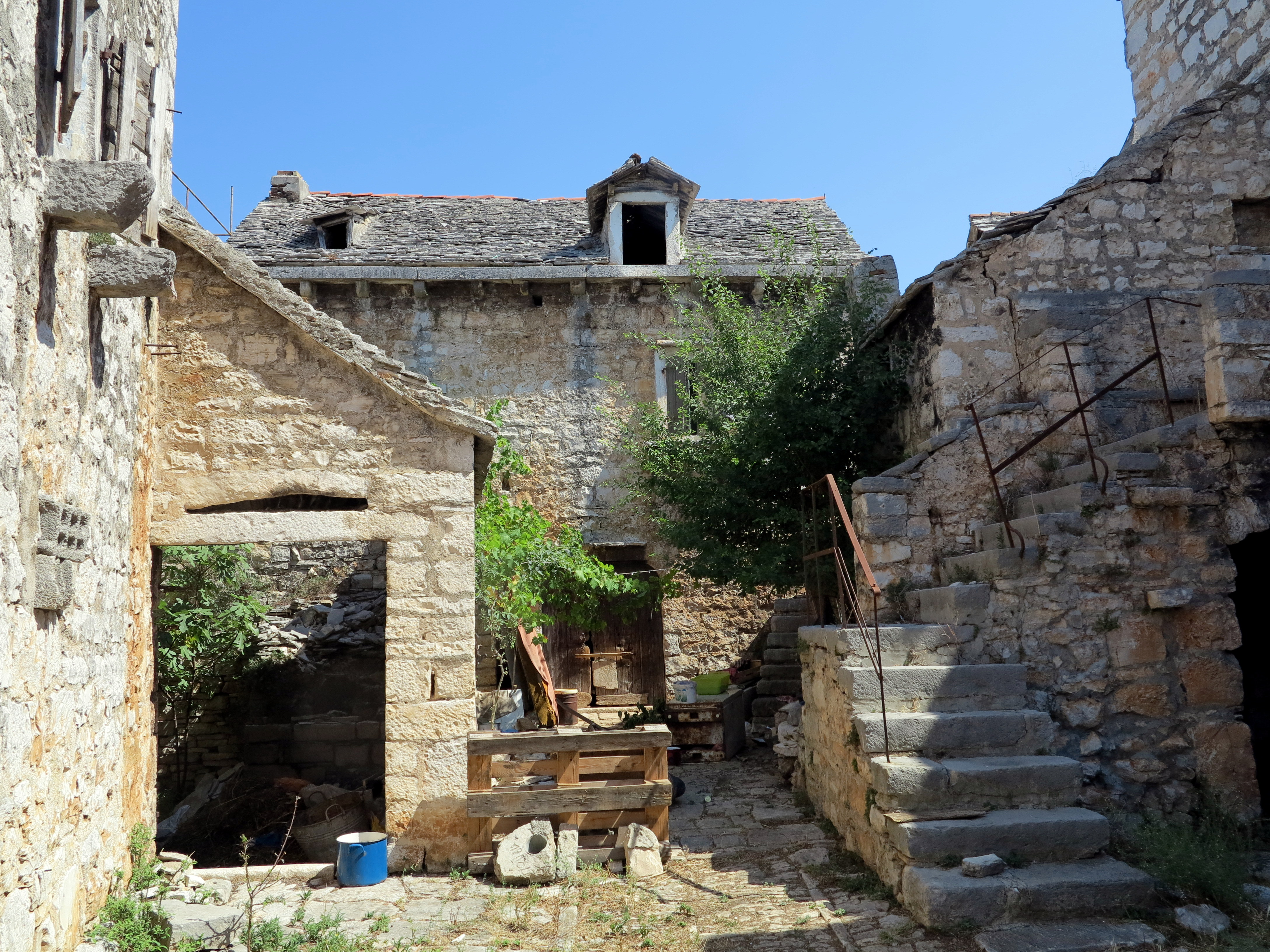
Alte Häuser

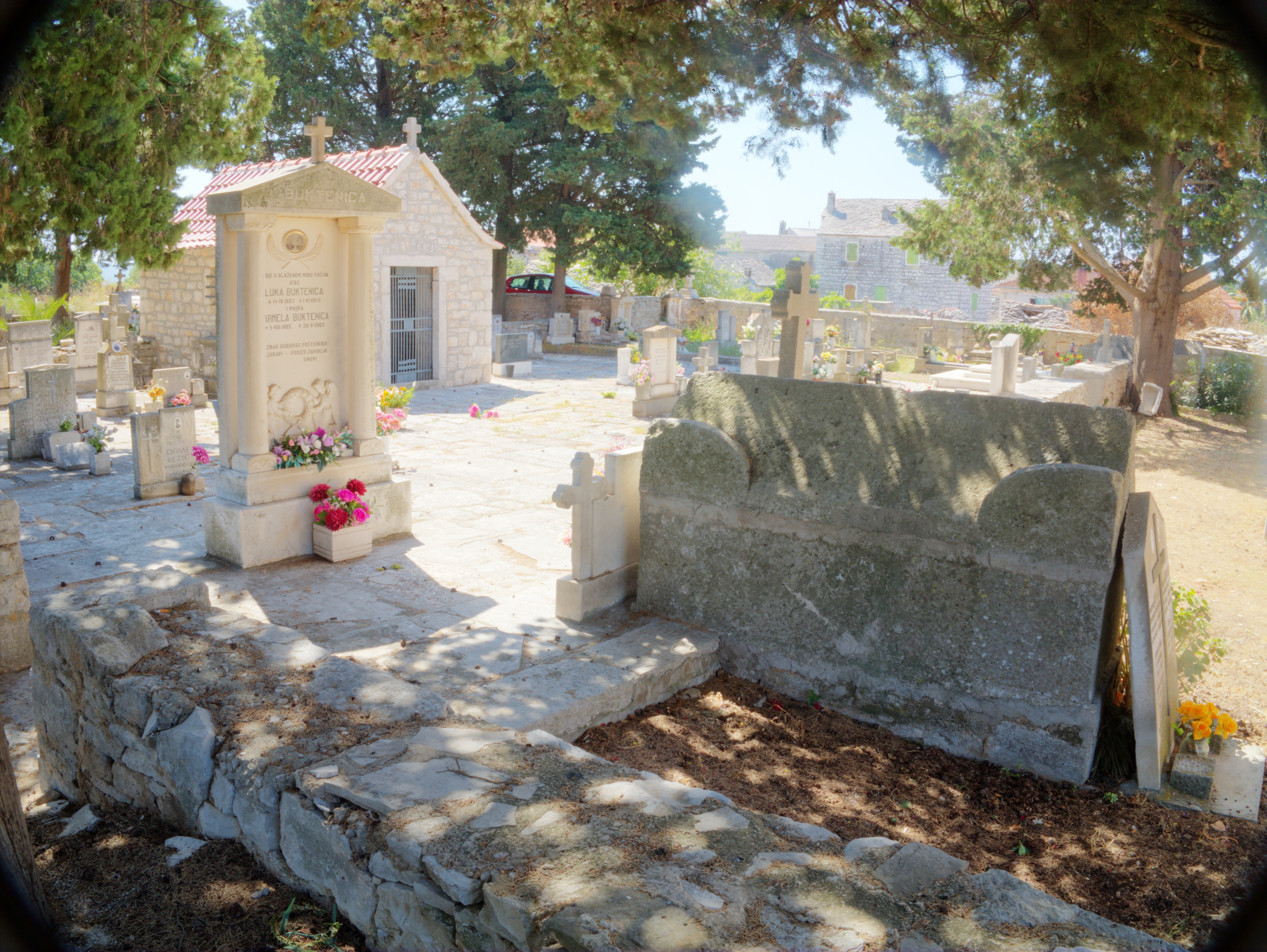
Frühchristlicher Sarkophag

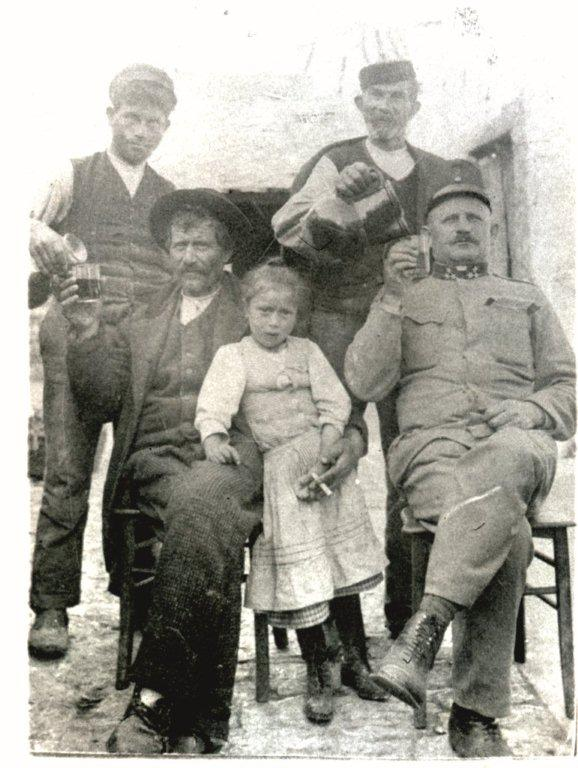
Cecić vlg. Bilini beim Weintrinken in Grohote

Grohote (italienisch Villa Grohote) ist der im Inselinneren liegende Hauptort der Insel Šolta in der kroatischen Gespanschaft Split-Dalmatien. Er hat 441 Einwohner.

## Geografie
Das Dorf ist mit dem Festland über eine Autofähre bzw. Katamaranfähre nach Split verbunden, die im drei Kilometer entfernten Rogač anlegen. Grohote liegt in der Inselmitte an der Staatsstraße D111, an einem Punkt, an dem sich die wichtigen Straßen kreuzen. Eine alte Straße führt ins Nachbardorf Srednje Selo und von dort weiter nach Donje Selo. Südöstlich des Dorfes liegt des Feldes Sridnje polje.

## Wirtschaft
Grohote ist das wirtschaftliche Zentrum von Šolta. Es ist der Sitz der Verwaltung und Schulort. Es gibt einen Bauernmarkt, zwei Supermärkte, eine Apotheke, Postamt, eine permanent besetzte Feuerwehrstation und ein Inselkrankenhaus mit Arzt und Helikopterlandeplatz. Im Ort gibt es einige Restaurants (Konobas), die regionale Küche anbieten. In Grohote hat auch der Kulturverein der Insel, Šoltanski Trudi, seinen Sitz, der Kunstevents, Olivenöl- und Weinverkostungen.

## Geschichte
Grohote gilt als ältestes und größtes Dorf der Insel. Der Ort wurde erstmals 1370 als Grocotte, später als Grohotte, erwähnt, was "zerbröckeltes Gestein" bedeutet. Zeugen einer antiken Siedlung sind römische Bodenmosaike in den Häusern der Familien Bezic und Mladinov oder Fragmente von Säulen und Kapitellen, römische Keramik, Grabsteine oder Fragmente von Sarkophagen. Zwei frühchristliche Sarkophage stehen am Kirchenfriedhof. Sie wurden zwischen den Zwei Weltkriegen noch einmal als Grüfte benutzt. Die heutige Kirche stammt aus den Jahren 1914 bis 1917 und wurde auf Basis einer älteren von 1576 errichtet. Daneben wurden die Fragmente einer frühchristlichen Basilika aus dem Ende des 5. Jahrhunderts für ca. 200 Gläubige freigelegt. Einige Fußbodenmosaike sind erhalten geblieben. Die Kirche wurde 1240 von Fürst Osor Kacic von Omiš und seinen Piraten zerstört. Beim Bau der neuen Kirche fand man einige antike Inschriften, die heute im archäologischen Museum in Split ausgestellt sind. Zur Zeit der Österreichisch-Ungarischen Monarchie wird der Ort in der Verwaltung bis 1918 mit dem italienischen Namen Villa Grohote angeführt.
1867 wurde dem Pfarrer zu Grohote, Michael Vuskovič, vom österreichischen Kaiser Franz Joseph I. "in Anerkennung seiner vieljährigen verdienstlichen Leistungen auf dem Gebiete der Kirche und der Volksbildung, so wie seines sonstigen gemeinnützigen Wirkens das goldene Verdienstkreuz mit der Krone" verliehen. Der Telegraph kam erst spät nach Šolta. 1874 wurde die k.k. Staats-Telegraphen-Station Grohote dem Betrieb bei "beschränktem Tagesdienste" übergeben. Das war zur gleichen Zeit wie in anderen kleineren Orte der Monarchie wie beispielsweise im Kärntner Sankt Paul im Lavanttal oder in Pontafel (Pontebba) im Kanaltal.
Bizarr ist die Gedenktafel einer trauernden Mutter, deren Sohn beim Füttern eines Ochsen von dessen Hörnern durchbohrt wurde. Die Kirche wurde Anfang des 20. Jahrhunderts erbaut. 1928 war sie aus Geldmangel noch nicht vollendet.

## Demografie
Grohote zeigt die für die Insel typische Bevölkerungsentwicklung. Die Orte im Inselinneren verlieren massiv an Einwohner. In den Küstenorten verläuft die Entwicklung gegenläufig. Knapp vor dem Ende der Adelsherrschaft wurde um 1900 mit 1.362 eine maximale Einwohnerzahl erreicht. Seither sinkt die Einwohnerzahl beständig und liegt nun bei nur mehr 441, ein Level wie etwa im 16. Jahrhundert.
| Bevölkerungsentwicklung 1857 bis 2011 | Bevölkerungsentwicklung 1857 bis 2011 | Bevölkerungsentwicklung 1857 bis 2011 | Bevölkerungsentwicklung 1857 bis 2011 | Bevölkerungsentwicklung 1857 bis 2011 | Bevölkerungsentwicklung 1857 bis 2011 | Bevölkerungsentwicklung 1857 bis 2011 | Bevölkerungsentwicklung 1857 bis 2011 | Bevölkerungsentwicklung 1857 bis 2011 | Bevölkerungsentwicklung 1857 bis 2011 | Bevölkerungsentwicklung 1857 bis 2011 | Bevölkerungsentwicklung 1857 bis 2011 | Bevölkerungsentwicklung 1857 bis 2011 | Bevölkerungsentwicklung 1857 bis 2011 | Bevölkerungsentwicklung 1857 bis 2011 | Bevölkerungsentwicklung 1857 bis 2011 |
| ------------------------------------- | ------------------------------------- | ------------------------------------- | ------------------------------------- | ------------------------------------- | ------------------------------------- | ------------------------------------- | ------------------------------------- | ------------------------------------- | ------------------------------------- | ------------------------------------- | ------------------------------------- | ------------------------------------- | ------------------------------------- | ------------------------------------- | ------------------------------------- |
| 1857                                  | 1869                                  | 1880                                  | 1890                                  | 1900                                  | 1910                                  | 1921                                  | 1931                                  | 1948                                  | 1953                                  | 1961                                  | 1971                                  | 1981                                  | 1991                                  | 2001                                  | 2011                                  |
| 750                                   | 870                                   | 944                                   | 1160                                  | 1362                                  | 1245                                  | 1212                                  | 1269                                  | 996                                   | 992                                   | 913                                   | 712                                   | 619                                   | 631                                   | 425                                   | 441                                   |